# Dougaloplus dividua
Dougaloplus dividua är en ormstjärneart som först beskrevs av Matsumoto 1917.  Dougaloplus dividua ingår i släktet Dougaloplus och familjen trådormstjärnor. Inga underarter finns listade i Catalogue of Life.